# 網球甜心
《網球甜心》是日本漫畫家山本鈴美香創作的漫畫作品，於1973年至1980年間在集英社《週刊Margaret》連載。1975年初“前篇”結束後，隔了3年，在1978年再開始連載“後篇”。是該誌的有名代表性漫畫之一，30年來深受歡迎。這是一部以少男少女為中心，作為喚起網球熱的「根性」（スポ根）漫畫。
故事主要描述主角岡浩美克服被對手欺凌等各種苦難，逐漸成長為一流網球選手的過程。原作者山本鈴美香由於就讀於埼玉縣立浦和西高等學校，故此故事的舞台「縣立西高校」是以浦和西高為藍本。在原作中，宗方教練的住所是位於浦和西高附近的「浦和市領家」。雖然故事很明顯是以浦和作為舞台，動畫及電視劇卻設定在神奈川縣立西高等學校。
在原作漫畫中，1970年代活躍的真實網球選手在許多集數中出現。這是一部描繪出1970年代澳洲網球界黃金時代將近終結的故事。

## 登場人物
岡浩美
西高一年級生，由於傾慕「蝴蝶夫人（お蝶夫人、Ochō-fujin）」而加入了網球部。被新任的宗方教練選為代表選手並接受其特訓，自此，她的生活起了很大的轉變。
宗方仁
在就任西高新任教練早期，選擇了岡浩美作為代表選手並進行嚴格的特訓。雖然周圍的人並不理解他的想法，但他是不會做一些不合理的事情。曾經是優秀的網球選手，但在22歲時在練習中跌倒受傷，自此不能打網球。與祖父母三人同住。
龍崎麗香
被尊稱為「蝴蝶夫人（お蝶夫人、Ochō-fujin）」。是具實力的網球選手，也是學生會副會長。邀請傾慕自己的岡浩美加入網球部，像妹妹一樣照顧她。網球協會理事的女兒，自尊心很強。
綠川蘭子
通稱為「加賀的阿蘭」(加賀のお蘭)。她是西高的宿敵，加賀高校的王牌選手。由於身材較高，故能發出子彈發球(弾丸サーブ)。與宗方仁是異母兄妹。
藤堂貴之
學生會長，也是男子網球選手。對忍受著前輩欺負及宗方教練特訓的岡浩美作出鼓勵。
尾崎勇
西高網球部男子組隊長。他與藤堂貴之所組成的雙打組合天下無敵。
牧
動畫稱為愛川マキ、電視劇稱為愛川牧。西高一年級生，岡浩美的密友。時常替岡浩美擔心。
千葉鷹志
新聞部的成員，與藤堂、尾崎是好朋友。拍攝網球是他的一生事業。
桂大悟
第二部的主要人物。宗方仁的好朋友。當宗方因受傷宣佈不能再打網球後，他同時宣佈退出網球界。由於遵守著與宗方的“某個約定”，在永平寺過著修行生活。宗方死後，他成為了教練，協助岡浩美重生，並把她送往世界級的網球界。

### 其他角色
寶力冴子
轉入東京白蘭高校的歸國子女。在關東合宿時認識了岡浩美。由於對世界各地有認識，是刺激岡浩美的競爭對手。她像是很尊崇宗方教練。
五衛門
岡浩美所飼養的黑貓。

## 出版書籍
單行本
| 冊數 | 集英社        | 集英社 |
| 冊數 | 發售日期      |        |
| ---- | ------------- | ------ |
| 1    | 1973年8月25日 |        |
| 2    | 1973年9月25日 |        |
| 3    | 1974年1月20日 |        |
| 4    | 1974年3月25日 |        |
| 5    | 1974年9月25日 |        |
| 6    | 1975年1月20日 |        |
| 7    | 1975年4月25日 |        |
| 8    | 1975年5月24日 |        |
| 9    | 1975年6月25日 |        |
| 10   | 1975年7月25日 |        |
| 11   | 1979年1月20日 |        |
| 12   | 1979年1月25日 |        |
| 13   | 1980年1月25日 |        |
| 14   | 1980年2月25日 |        |
| 15   | 1980年3月25日 |        |
| 16   | 1980年4月25日 |        |
| 17   | 1980年5月24日 |        |
| 18   | 1980年6月25日 |        |

文庫版
| 冊數 | 集英社         | 集英社             |
| 冊數 | 發售日期       | ISBN               |
| ---- | -------------- | ------------------ |
| 1    | 2002年6月18日  | ISBN 4-8342-7229-X |
| 2    | 2002年6月18日  | ISBN 4-8342-7230-3 |
| 3    | 2002年7月18日  | ISBN 4-8342-7231-1 |
| 4    | 2002年7月18日  | ISBN 4-8342-7232-X |
| 5    | 2002年8月9日   | ISBN 4-8342-7233-8 |
| 6    | 2002年8月9日   | ISBN 4-8342-7234-6 |
| 7    | 2002年9月18日  | ISBN 4-8342-7235-4 |
| 8    | 2002年9月18日  | ISBN 4-8342-7236-2 |
| 9    | 2002年10月18日 | ISBN 4-8342-7237-0 |
| 10   | 2002年10月18日 | ISBN 4-8342-7238-9 |

## 動畫
由每日放送製作，在NET電視台播出，由於收視率偏低，改編至第26集原作中段劇情時腰斬。但是在後來的重播卻獲得高收視，在1978年10月至1979年3月間，更推出了《新網球甜心》。此外，在1979年也推出了由東寶株式會社放映的劇場版。至於劇場版續篇的OVA《網球甜心2》及《網球甜心　Final Stage》在1988年至1990年也陸續發表了．動畫版全由東京電影（現：TMS娛樂）製作。

### 網球甜心
1973年10月5日至1974年3月29日期間，於每日放送、NET電視台（現：朝日電視台）系列播放，全26話。

#### 製作人員
- 作画監督 - 椛島義夫、杉野昭夫、北原健雄
  - 作画 - MADHOUSE、Anime Room、Tomi Production
  - 片尾作画 - 川尻善昭
- 美術監督 - 龍池昇
- 攝影監督 - 三沢勝治、八巻磐
- 錄音監督 - 千葉耕市
- 音響效果 - 片岡陽三
- 音樂 - 三沢郷
- 編輯 - 井上和夫
- 企画担当 - 斎藤次郎
- 文案担当 - 丸山正雄、鶴岡昭平
- 演出 - 出崎統
- 制作協力 - A製製作公司、映音、東京Animation film、東洋現像所
- 制作 - 每日放送、東京電影

#### 主題曲
片頭曲
作詞 - 東京電影企画部 / 作曲・編曲 - 三沢郷 / 歌 - 大杉久美子
片尾曲
作詞 - 東京電影企画部 / 作曲・編曲 - 三沢郷 / 歌 - 大杉久美子
插入曲
作詞 - 東京電影企画部 / 作曲・編曲 - 三沢郷 / 歌 - 大杉久美子

#### 各話列表
| 話數   | 播放日期       | 標題 | 劇本                | 分鏡          |
| ------ | -------------- | ---- | ------------------- | ------------- |
| 第1話  | 1973年 10月5日 |      | 田村多津夫          | 崎枕          |
| 第2話  | 10月12日       |      | 田村多津夫          | 崎枕          |
| 第3話  | 10月19日       |      | 馬嶋満              | 吉川惣司      |
| 第4話  | 10月26日       |      | 朝木夢二            | 石黒昇        |
| 第5話  | 11月2日        |      | 田村多津夫          | 吉川惣司      |
| 第6話  | 11月9日        |      | 馬嶋満              | 崎枕          |
| 第7話  | 11月16日       |      | 朝木夢二            | 波多正美      |
| 第8話  | 11月23日       |      | 田村多津夫          | 崎枕          |
| 第9話  | 11月30日       |      | 馬嶋満              | 吉川惣司      |
| 第10話 | 12月7日        |      | 朝木夢二 田村多津夫 | 波多正美 崎枕 |
| 第11話 | 12月14日       |      | 馬嶋満              | 開田進        |
| 第12話 | 12月21日       |      | 朝木夢二            | 波多正美      |
| 第13話 | 12月28日       |      | 朝木夢二            | 崎枕          |
| 第14話 | 1974年 1月4日  |      | 竹内啓雄            | 波多正美      |
| 第15話 | 1月11日        |      | 馬嶋満              | 吉川惣司      |
| 第16話 | 1月18日        |      | 早田和夫            | 波多正美      |
| 第17話 | 1月25日        |      | 馬嶋満              | 菊田武勝      |
| 第18話 | 2月1日         |      | 朝木夢二            | 九十英夫      |
| 第19話 | 2月8日         |      | 竹内啓雄            | 崎枕          |
| 第20話 | 2月15日        |      | 朝木夢二            | 崎枕          |
| 第21話 | 2月22日        |      | 竹内啓雄            | 波多正美      |
| 第22話 | 3月1日         |      | 馬嶋満              | 菊田武勝      |
| 第23話 | 3月8日         |      | 朝木夢二            | 波多正美      |
| 第24話 | 3月15日        |      | 佐藤実              | 崎枕          |
| 第25話 | 3月22日        |      | 竹内啓雄            | 波多正美      |
| 第26話 | 3月29日        |      | 馬嶋満              | 崎枕          |

#### 劇場版
- 1973年12月20日，由《東宝Champion Festival》內上映第1話。
- 同時上映《金剛的逆襲》（重映）、《超人力霸王太郎 燃燒！奧特6兄弟》、《魔投手》、《科學小飛俠》、《小山鼠洛基》等5部。

### 新網球甜心
1978年10月14日至1979年3月31日期間，於日本電視台系列播放，全25話。

#### 製作人員
- 企画 - 吉川斌(NTV)
- 製作人 - 武井英彦(NTV)、齋藤壽男(TMS)
- 主要導演 - 岡崎稔
- 美術監督 - 小林七郎
- 攝影監督 - 高橋宏固
- 錄音監督 - 中野寛次
- 錄音技術 - 前田仁信
- 標題 - 藤井敬康
- 文案担当 - 小野田博之
- 編輯 - 鶴渕允寿、高橋和子
- 效果 - 倉橋静男（東洋音響）
- 選曲 - 鈴木清司
- 音樂 - 馬飼野康二
- 製作 - 東京電影新社（標示是使用日本電視台）

#### 主題曲
除了特別提到的以外皆由以下人物創作。
作詞 - 竜真知子 / 作曲、編曲 - 馬飼野康二 / 歌 - VIP
片頭曲
片尾曲(最終回第25話、片尾曲「青春にかけろ!」使用第2段)
插入曲
- 「MY FANTASY」

作詞 - 奈良橋陽子 / 歌 - Patrick

#### 各話列表
| 話数   | 播放日期        | 標題 | 劇本     | 演出       | 作画監督 |
| ------ | --------------- | ---- | -------- | ---------- | -------- |
| 第1回  | 1978年 10月14日 |      | 藤川桂介 | 岡崎稔     | 端名貴勇 |
| 第2回  | 10月21日        |      | 藤川桂介 | 井内秀治   | 端名貴勇 |
| 第3回  | 10月28日        |      | 荒木芳久 | 出崎哲     | 端名貴勇 |
| 第4回  | 11月4日         |      | 荒木芳久 | 西牧秀夫   | 端名貴勇 |
| 第5回  | 11月11日        |      | 杉江慧子 | 不二みねお | 端名貴勇 |
| 第6回  | 11月18日        |      | 藤川桂介 | 山吉康夫   | 端名貴勇 |
| 第7回  | 11月25日        |      | 藤川桂介 | 出崎哲     | 端名貴勇 |
| 第8回  | 12月2日         |      | 荒木芳久 | 井内秀治   | 端名貴勇 |
| 第9回  | 12月9日         |      | 荒木芳久 | 新田義方   | 端名貴勇 |
| 第10回 | 12月16日        |      | 杉江慧子 | 岡崎稔     | 端名貴勇 |
| 第11回 | 12月23日        |      | 杉江慧子 | 山吉康夫   | 端名貴勇 |
| 第12回 | 12月30日        |      | 藤川桂介 | 出崎哲     | 清山滋崇 |
| 第13回 | 1979年 1月6日   |      | 荒木芳久 | 岡崎稔     | 端名貴勇 |
| 第14回 | 1月13日         |      | 杉江慧子 | 新田義方   | 端名貴勇 |
| 第15回 | 1月20日         |      | 藤川桂介 | 井内秀治   | 端名貴勇 |
| 第16回 | 1月27日         |      | 荒木芳久 | 山吉康夫   | 端名貴勇 |
| 第17回 | 2月3日          |      | 杉江慧子 | 出崎哲     | 清山滋崇 |
| 第18回 | 2月10日         |      | 藤川桂介 | 井内秀治   | 端名貴勇 |
| 第19回 | 2月17日         |      | 藤川桂介 | 西牧ひでお | 鈴木寿美 |
| 第20回 | 2月24日         |      | 杉江慧子 | 永丘昭典   | 小田仁   |
| 第21回 | 3月3日          |      | 藤川桂介 | 山吉康夫   | 小田仁   |
| 第22回 | 3月10日         |      | 杉江慧子 | 出崎哲     | 清山滋崇 |
| 第23回 | 3月17日         |      | 藤川桂介 | 井内秀治   | 鈴木寿美 |
| 第24回 | 3月24日         |      | 杉江慧子 | 山吉康夫   | 清山滋崇 |
| 第25回 | 3月31日         |      | -        | -          | -        |

#### 播放電視台
※播放時間從1979年2月中旬到3月上旬之間（於新潟綜合電視台與北陸放送結束放映為止），放送系列為當時狀態。
| 播放地區       | 播放電視台       | 播放時間             | 系列                                         | 備註                                                 |
| -------------- | ---------------- | -------------------- | -------------------------------------------- | ---------------------------------------------------- |
| 關東廣域圈     | 日本電視台       | 星期六 19:30 - 20:00 | 日本電視台系列                               | 制作局                                               |
| 北海道         | 札幌電視台       | 星期六 19:30 - 20:00 | 日本電視台系列                               |                                                      |
| 青森県         | 青森放送         | 星期六 19:30 - 20:00 | 日本電視台系列 朝日電視台系列                |                                                      |
| 岩手縣         | 岩手電視台       | 星期六 19:30 - 20:00 | 日本電視台系列 朝日電視台系列                |                                                      |
| 宮城縣         | 宮城電視台       | 星期六 19:30 - 20:00 | 日本電視台系列                               |                                                      |
| 秋田縣         | 秋田放送         | 星期六 19:30 - 20:00 | 日本電視台系列                               |                                                      |
| 山形縣         | 山形放送         | 星期六 19:30 - 20:00 | 日本電視台系列                               |                                                      |
| 福島縣         | 福島中央電視台   | 星期六 19:30 - 20:00 | 日本電視台系列 朝日電視台系列                |                                                      |
| 山梨縣         | 山梨放送         | 星期六 19:30 - 20:00 | 日本電視台系列                               |                                                      |
| 静岡縣         | 靜岡縣民電視台   | 星期六 19:30 - 20:00 | 日本電視台系列 朝日電視台系列                | 現：靜岡朝日電視台。                                 |
| 富山縣         | 北日本放送       | 星期六 19:30 - 20:00 | 日本電視台系列                               |                                                      |
| 福井縣         | 福井放送         | 星期六 19:30 - 20:00 | 日本電視台系列                               |                                                      |
| 中京廣域圈     | 中京電視台       | 星期六 19:30 - 20:00 | 日本電視台系列                               |                                                      |
| 近畿廣域圈     | 讀賣電視台       | 星期六 19:30 - 20:00 | 日本電視台系列                               |                                                      |
| 鳥取縣、島根縣 | 日本海電視台     | 星期六 19:30 - 20:00 | 日本電視台系列 朝日電視台系列                |                                                      |
| 廣島縣         | 廣島電視台       | 星期六 19:30 - 20:00 | 日本電視台系列                               |                                                      |
| 山口縣         | 山口放送         | 星期六 19:30 - 20:00 | 日本電視台系列 朝日電視台系列                |                                                      |
| 德島縣         | 四国放送         | 星期六 19:30 - 20:00 | 日本電視台系列                               |                                                      |
| 香川縣         | 西日本放送電視台 | 星期六 19:30 - 20:00 | 日本電視台系列                               | 當時的放映許可地區為香川縣。                         |
| 愛媛縣         | 南海放送         | 星期六 19:30 - 20:00 | 日本電視台系列                               |                                                      |
| 高知縣         | 高知放送         | 星期六 19:30 - 20:00 | 日本電視台系列                               |                                                      |
| 福岡縣         | 福岡放送         | 星期六 19:30 - 20:00 | 日本電視台系列                               |                                                      |
| 長崎縣         | 長崎放送         | 星期六 19:30 - 20:00 | TBS系列                                      | 系列外電視台同時聯播。                               |
| 大分縣         | 大分電視台       | 星期六 19:30 - 20:00 | 富士電視台系列 日本電視台系列 朝日電視台系列 |                                                      |
| 鹿兒島縣       | 鹿兒島電視台     | 星期六 19:30 - 20:00 | 富士電視台系列 日本電視台系列 朝日電視台系列 |                                                      |
| 新潟縣         | 新潟綜合電視台   | 星期五 17:20 - 17:50 | 富士電視台系列 日本電視台系列 朝日電視台系列 | 現：NST新潟綜合電視台。 播放結束後，1979年再次重播。 |
| 長野縣         | 信越放送         | 星期三 17:00 - 17:30 | TBS系列                                      |                                                      |
| 石川縣         | 北陸放送         | 星期三 17:30 - 18:00 | TBS系列                                      | 播放結束後，1979年再次重播。                         |
| 熊本縣         | 熊本放送         | 星期二 17:00 - 17:30 | TBS系列                                      |                                                      |
| 宮崎縣         | 宮崎放送         | 星期日 17:00 - 17:30 | TBS系列                                      |                                                      |

### 劇場版
因《新網球甜心》大受好評而電影化，此為電視系列的總集篇，並使用劇場規模的製作方式。1979年9月8日上映（東宝）片長88分。
另外有整合原作第1部的內容重新構成的版本，片長約90分。

#### 製作人員
- 製作 - 藤岡豊
- 製作補 - 片山哲生
- 監督 - 出崎統
- 劇本 - 藤川桂介
- 作画監督 - 杉野昭夫
- 美術監督 - 小林七郎
- 撮影監督 - 高橋宏固
- 錄音監督 - 中野寛次
- 選曲 - 鈴木清司
- 製作導演 - 池田陽一
- 效果 - 倉橋静男
- 編輯 - 鶴渕充寿
- 音樂 - 馬飼野康二

#### 主題曲
片頭曲
作詞 - 竜真知子 / 作曲、編曲 - 馬飼野康二 / 歌 - 少年探偵団
片尾曲
作詞 - 竜真知子 / 作曲、編曲 - 馬飼野康二 / 歌 - 少年探偵団

### OVA

#### 網球甜心2
此為改編原作第2部的作品。共有OVA系列（全13話）、VHS全6卷、1988年3月發售（萬代影視），1話30分。

##### 製作人員
- 總監修 - 出崎統
- 製作人 - 鵜之沢伸、高橋豊、本村真章、青野史郎
- 主要製作人 - 古瀬登
- 作画監督、人物設計 - 杉野昭夫
- 攝影監督 - 高橋宏固
- 錄音 - 東北新社
- 錄音監督 - 山田悦司
- 選曲 - 鈴木清司
- 效果 - 倉橋静男
- 音樂 - 芹澤廣明
- 製作 - 萬代、東京電影新社

##### 主題曲
片頭曲
作詞 - 竜真知子 / 作曲 - 芹澤廣明 / 編曲 - 矢島賢 / 歌 - 森口博子
片尾曲
作詞 - 竜真知子 / 作曲 - 芹澤廣明 / 編曲 - 矢島賢 / 歌 - 森口博子

##### 各話列表
| 話數          | 標題 | 劇本     | 分鏡       | 演出       | 美術監督 |
| ------------- | ---- | -------- | ---------- | ---------- | -------- |
| 1             |      | 三上牧子 | 出崎統     | 篠原俊哉   | 石垣努   |
| 2             |      | 三上牧子 | 出崎統     | 伯耆原深幸 | 石垣努   |
| 3             |      | 中田玲子 | 矢野博之   | 小林孝志   | 荒井和浩 |
| 4             |      | 海渡理香 | 難波日登志 | 篠原俊哉   | 荒井和浩 |
| 5             |      | 海渡理香 | 中村隆太郎 | 飯島正勝   | 広瀬義憲 |
| 6             |      | 三上牧子 | 矢野博之   | 伯耆原深幸 | 荒井和浩 |
| 7             |      | 三上牧子 | 難波日登志 | 小林孝志   | 金島邦夫 |
| 8             |      | 日吉恵   | 矢野博之   | 飯島正勝   | 金島邦夫 |
| 9             |      | 日吉恵   | 篠原俊哉   | 篠原俊哉   | 広瀬義憲 |
| 10            |      | 日吉恵   | 難波日登志 | 伯耆原深幸 | 金島邦夫 |
| 11            |      | 日吉恵   | 矢野博之   | 小林孝志   | 金島邦夫 |
| 12            |      | 三上牧子 | 出崎統     | 難波日登志 | 金島邦夫 |
| 13 （最終話） |      | 三上牧子 | 出崎統     | 篠原俊哉   | 金島邦夫 |

#### 網球甜心Final Stage
為前作《網球甜心2》的續篇，共有OVA系列（全12話）、VHS全6卷、1989年11月發售（萬代影視），1話30分。

##### 製作人員
- 監督 - 出崎統
- 人物設計 - 杉野昭夫
- 作画監督 - 平山智
- 美術 - 大野広司（#1～5）、水谷利春（#6～9・#12）
- 音響監督 - 山田悦司
- 音響制作 - ゆりーか
- 選曲 - 鈴木清司
- 音響效果 - 倉橋静男（Sound Box）
- 音樂 - 芹澤廣明
- 製作 - 東京電影新社

##### 主題曲
片頭曲「NEVER SAY GOOD BYE」
作詞 - 安藤芳彦 / 作曲 - 和泉一弥 / 編曲 - 根岸貴幸 / 歌 - 森口博子
片尾曲
作詞・作曲 - 山梨鐐平 / 編曲 - 根岸貴幸 / 歌 - 森口博子

##### 各話列表
| 話数          | 標題               | 劇本   | 分靜   | 演出     |
| ------------- | ------------------ | ------ | ------ | -------- |
| 1             |                    | 日吉恵 | 出崎統 | 鍋島修   |
| 2             |                    | 日吉恵 | 出崎統 | 飯島正勝 |
| 3             | NEVER SAY GOOD BYE | 日吉恵 | 出崎統 | 鍋島修   |
| 4             |                    | 日吉恵 | 出崎統 | 飯島正勝 |
| 5             |                    | 森雅美 | 鍋島修 | 鍋島修   |
| 6             |                    | 森雅美 | 出崎統 | 飯島正勝 |
| 7             | ADVANTAGE…         | 森雅美 | 出崎統 | 鍋島修   |
| 8             |                    | 森雅美 | 鍋島修 | 飯島正勝 |
| 9             |                    | 森雅美 | 出崎統 | 鍋島修   |
| 10            |                    | 森雅美 | 出崎統 | 飯島正勝 |
| 11            |                    | 森雅美 | 出崎統 | 鍋島修   |
| 12 （最終話） | FINAL STAGE        | 森雅美 | 出崎統 | 飯島正勝 |

## 電視劇
《網球甜心》電視劇於2004年1月15日至3月11日期間，在朝日電視台播映，這套劇是慶祝電視台開台45週年紀念及該故事的首次真人版中播出。主角岡浩美由上戶彩飾演，全劇全9集，平均收視率為13.2%。在2004年9月23日播放了特別篇「通往奇蹟的挑戰」（奇跡への挑戦）。

### 演員名單
- 岡浩美：上戶彩
- 藤堂貴之：吉沢悠
- 龍崎麗香：松本莉緒
- 尾崎勇：石垣佑磨
- 音羽京子：金子さやか
- 愛川牧：森田彩華
- 千葉鷹志：柏原収史
- 宗方仁：內野聖陽
- 桂大悟：寺脇康文（特別篇）
- 綠川蘭子：酒井彩名
- 龍崎總一郎：夏八木勲（特別演出）
- 藤堂姊姊：水野真紀（友情演出）
- 岡美智子：高橋ひとみ
- 岡修造：高橋克實

#### 其他
- 星野美保：塩山みさこ
- 島真理子：平岩紙
- 若月葵：若葉由奈
- 高橋麻衣：セイラ
- 鈴木彩：斉藤ゆり
- 佐藤愛：神崎詩織
- 田中沙織：小野麻亜矢
- 渡辺あゆみ：大久保綾乃
- 伊藤瞳：桜川博子
- 吉田由佳：長谷川恵美
- 中村惠：水野はるか
- 宝力冴子：Becky
- 太田健作：甲本雅裕

### 製作人員
- 劇本 - 瀧川晃代、金杉弘子、高山直也
- 音樂 - 住友紀人
- 演出 - 松田秀知（共同電視）、六車俊治（朝日電視台）、小林義則（共同電視）
- 片頭曲 - HIROMI「エースをねらえ!」（日本CROWN）
- 片尾曲 - 上戸彩「愛のために。」（FLIGHT MASTER）
另有織田哲郎個人翻唱的版本。
- 網球指導監修 - 松岡修造
- 攝影協力 - 武蔵工業大学（現東京都市大学）
- 主要製作人 - 松本基弘（朝日電視台）、関口静夫（共同電視）
- 製作人 - 三輪祐見子（朝日電視台）、森安彩（共同電視）
- 制作 - 朝日電視台、共同電視

### 播放日程
本篇
| 各話                                                             | 播放日期      | 標題 | 劇本     | 演出     | 收視率 |
| ---------------------------------------------------------------- | ------------- | ---- | -------- | -------- | ------ |
| STORY 1                                                          | 2004年1月15日 |      | 瀧川晃代 | 松田秀知 | 13.7%  |
| STORY 2                                                          | 2004年1月22日 |      | 瀧川晃代 | 松田秀知 | 15.3%  |
| STORY 3                                                          | 2004年1月29日 |      | 金杉弘子 | 六車俊治 | 12.4%  |
| STORY 4                                                          | 2004年2月05日 |      | 高山直也 | 小林義則 | 12.7%  |
| STORY 5                                                          | 2004年2月12日 |      | 瀧川晃代 | 六車俊治 | 11.4%  |
| STORY 6                                                          | 2004年2月19日 |      | 高山直也 | 小林義則 | 12.9%  |
| STORY 7                                                          | 2004年2月26日 |      | 高山直也 | 松田秀知 | 11.7%  |
| STORY 8                                                          | 2004年3月04日 |      | 瀧川晃代 | 小林義則 | 14.8%  |
| STORY 9                                                          | 2004年3月11日 |      | 瀧川晃代 | 六車俊治 | 14.2%  |
| 平均收視率 13.2%（收視率由Video Research調查關東地區的統計資料） |               |      |          |          |        |

特別篇
| 播放日期      | 標題 | 劇本     | 演出     |
| ------------- | ---- | -------- | -------- |
| 2004年9月23日 |      | 瀧川晃代 | 六車俊治 |

## 外部連結
- TMS娛樂的作品介紹頁面
  - 網球甜心 （页面存档备份，存于）（日語）
  - 新網球甜心 （页面存档备份，存于）（日語）
  - 劇場版 網球甜心（日語）
  - 網球甜心2 （页面存档备份，存于）（日語）
  - 網球甜心 Final Stage（日語）

真人版
- 網球甜心 - 朝日電視台（日語）
- 網球甜心 特別篇 - 朝日電視台（日語）